# John M. Ball
John Macleod Ball (Farnham, 19 maggio 1948) è un matematico britannico, attivo nei campi dell'elasticità, del calcolo delle variazioni e dei sistemi dinamici infinito-dimensionali. È stato presidente dell'Unione Matematica Internazionale dal 2003 al 2006.

## Riconoscimenti
- 1982 Premio Whitehead
- 2009 Medaglia Sylvester